# Josa i Tuixén
Josa i Tuixén (oficial), o Josa i Tuixent, és un municipi de la comarca de l'Alt Urgell. El cap municipal és Tuixent i inclou l'entitat municipal descentralitzada de Josa de Cadí i l'estació d'esquí de Tuixent - la Vansa.
El 2004 l'Ajuntament va demanar el canvi del nom del municipi modificant Tuixén per Tuixent basant-se en un major suport social, però va ser desestimat per l'informe desfavorable de l'Institut d'Estudis Catalans. La forma "Tuixent" es manté per l'entitat de població, responsabilitat municipal, i per l'estació d'esquí, empresa de titularitat pública. Té una població de 141 habitants, 25 dels quals viuen a Josa de Cadí i els 116 restants a Tuixent.

## Geografia
- Llista de topònims de Josa i Tuixén (Orografia: muntanyes, serres, collades, indrets..; hidrografia: rius, fonts...; edificis: cases, masies, esglésies, etc).

El terme de Josa i Tuixén està situat al vessant meridional de la serra del Cadí, que li fa de frontera, al nord, amb els municipis de Cava (Alt Urgell) i Montellà i Martinet (Baixa Cerdanya).
A l'est, limita amb els municipis berguedans de Saldes, a l'extrem nord-est, i Gósol. El cim dels Cloterons marca el límit entre els dos municipis, flanquejat per les dues vies de comunicació: el coll de Josa (carretera C-563) i el coll de Mola (GR-150).
Al sud, la serra del Verd marca la separació amb la Coma i la Pedra i el Solsonès.
A ponent, seguint el curs del riu de la Vansa, s'hi troba el municipi de la Vansa i Fórnols. La muntanya de l'Arp, situada entre els dos municipis, allotja les pistes d'esquí de fons de Tuixent-La Vansa.
|                    | Cava               | Montellà i Martinet Saldes |
| la Vansa i Fórnols |                    | Gósol                      |
|                    | la Coma i la Pedra |                            |

## Història
El municipi es va crear l'any 1973 amb la fusió dels termes de Tuixent i de Josa de Cadí.

## Demografia
| Entitat de població | Habitants (2023) |
| Tuixent             | 105              |
| Josa de Cadí        | 20               |
| Font: Idescat       |                  |

| 1497 f | 1515 f | 1553 f | 1717 | 1787 | 1857  | 1877 | 1887 | 1900 | 1910 |
| ------ | ------ | ------ | ---- | ---- | ----- | ---- | ---- | ---- | ---- |
| 26     | 26     | 47     | 287  | 296  | 1.229 | 794  | 717  | 537  | 539  |

| 1920 | 1930 | 1940 | 1950 | 1960 | 1970 | 1981 | 1990 | 1992 | 1994 |
| ---- | ---- | ---- | ---- | ---- | ---- | ---- | ---- | ---- | ---- |
| 425  | 356  | 313  | 288  | 272  | 180  | 133  | 138  | 152  | 152  |

| 1996 | 1998 | 2000 | 2002 | 2004 | 2006 | 2008 | 2010 | 2012 | 2014 |
| ---- | ---- | ---- | ---- | ---- | ---- | ---- | ---- | ---- | ---- |
| 141  | 139  | 169  | 151  | 176  | 176  | 159  | 141  | 140  | 128  |

| 2016 | 2018 | 2020 | 2022 | 2024 | 2026 | 2028 | 2030 | 2032 | 2034 |
| ---- | ---- | ---- | ---- | ---- | ---- | ---- | ---- | ---- | ---- |
| 122  | 118  | 103  | 105  | 122  | -    | -    | -    | -    | -    |

El primer cens és del 1975 després de la fusió de Josa de Cadí i Tuixén. Les dades anteriors són la suma dels antics municipis.

## Política i govern
El ple de l'ajuntament el formen 5 regidors, escollits en llistes obertes, tal com correspon als municipis de menys de 250 habitants. Des de les eleccions municipals de 2019 el ple té la següent composició:
| Nom                          | Càrrec           | Adscripció política                |
| ---------------------------- | ---------------- | ---------------------------------- |
| Marta Poch Massegú           | Alcalde          | Junts per Josa i Tuixén            |
| Antonio Campins Chaler       | Tinent d'alcalde | Junts per Josa i Tuixén            |
| Sílvia Riera Puig            | Regidora         | Junts per Josa i Tuixén            |
| Francesc Xavier Cadena Broto | Regidor          | Junts per Josa i Tuixén            |
| Miguel Jiménez Teruel        | Regidor          | Endavant Tuixent - Acord Municipal |
Josa de Cadí constitueix una Entitat Municipal Descentralitzada, amb la següent composició:
| President         | Adscripció política     |
| ----------------- | ----------------------- |
| Sílvia Riera Puig | Junts per Josa i Tuixén |

### Alcaldes
A continuació es mostra la llista d'alcaldes del municipi des de la seva creació, l'any 1973:
| Alcalde                    | Mandat      |
| -------------------------- | ----------- |
| Mariano Ferrer Pallerola   | 1975-1979   |
| Joan Casserras Canals      | 1979-1983   |
| Jordi Picart Picart        | 1983-1985   |
| Josep Badia Pujol          | 1985-1991   |
| Salvador Cortina Vilaginés | 1991-1996   |
| Josep Pallerola Porta      | 1996-2007   |
| Maria Carme Valls Piera    | 2007-2015   |
| Marta Poch Massegú         | Des de 2015 |

## Llocs d'interès
- Estació d'esquí nòrdic Tuixent - la Vansa
- Museu de les Trementinaires[4]